# Монтемілетто
Монтемілетто (італ. Montemiletto) — муніципалітет в Італії, у регіоні Кампанія,  провінція Авелліно.
Монтемілетто розташоване на відстані близько 230 км на південний схід від Рима, 60 км на схід від Неаполя, 15 км на північний схід від Авелліно.
Населення — 5332 особи (2014).
Покровитель — San Gaetano, Sant' Eustacchio.

## Демографія
Населення за роками:

Станом на 1 січня 2023 року в муніципалітеті офіційно проживало 157 іноземців з 37 країн, серед них 47 громадян країн Євросоюзу та 10 громадян України.

## Сусідні муніципалітети
- Лапіо
- Монтефальчоне
- Монтефуско
- П'єтрадефузі
- Прата-ді-Принчипато-Ультра
- Пратола-Серра
- Санта-Паоліна
- Тауразі
- Торре-Ле-Ночелле